# 恵藤久美子
惠藤久美子（えとう くみこ）は日本のヴァイオリニスト。実兄に堤剛。現在桐朋学園大学特任教授。
ヴァイオリンを鷲見三郎、海野義雄に師事。室内楽を黒沼俊夫、斎藤秀雄に師事。第41回日本音楽コンクールで第2位に入賞、1975年から桐五重奏団のセカンドヴァイオリンを10年間、1980年から山形交響楽団の客演コンサートマスターを2年間務めた。
ベルリン・フィル第1コンサートマスターの樫本大進はじめ、マクデブルク・フィルの石井華子、ゲッティンゲン交響楽団の小山麻莉音、ビール・ビエンヌ交響楽団の長崎紗矢といった海外オーケストラで活躍中の奏者など、多くの逸材を送り出している。